# Lux aeterna
Lux aeterna ist die  Communio in der liturgischen Totenmesse, benannt nach ihrem Incipit. Sie gehört zum Proprium, den nach Anlass wechselnden Teilen der heiligen Messe, und wird zur Kommunion gesungen. Es handelt sich um die in Latein formulierte Bitte nach ewigem Licht (lux ‚Licht‘ aeternus ‚ewig‘), das den Verstorbenen leuchten möge. In Requiems-Kompositionen folgt der Gesang auf das Agnus Dei.  
Eine Besonderheit dieser Communio ist, dass hier statt der antiphonalen eine responsoriale Struktur vorliegt, bei der nach Einfügung eines Verses ein Teil des ersten Verses als Kehrvers (hier: Cum Sanctis tuis in aeternum: quia pius es.) wiederholt wird.

## Text
| Lateinischer Originaltext | Deutsche Übersetzung |
| --- | --- |
| Lux aeterna luceat eis, Domine: * Cum Sanctis tuis in aeternum: quia pius es. ℣ Requiem aeternam dona eis, Domine: et lux perpetua luceat eis. ℟ Cum Sanctis tuis in aeternum: quia pius es. | Das ewige Licht leuchte ihnen, o Herr. * Bei deinen Heiligen in Ewigkeit: denn du bist mild. ℣ Herr, gib ihnen die ewige Ruhe, und das ewige Licht leuchte ihnen. ℟ Bei deinen Heiligen in Ewigkeit: denn du bist mild. |

## Textvorlage
Der Text lehnt sich an eine Stelle in dem pseudepigraphischen 4. Buch Esra (Kap. 2,34f.) an, das um das Jahr 100 nach Christus entstand und in die lateinische Biblia Vulgata aufgenommen wurde:     
| 4 Esr 2,34f. | Deutsche Übersetzung |
| --- | --- |
| Ideoque vobis dico gentes, quae auditis, et intelligitis: Exspectate pastorem vestrum; requiem aeternitatis dabit vobis, quoniam in proximo est ille, qui in fine saeculi adveniet. Parati estote ad praemia regni, quia lux perpetua lucebit vobis per aeternitatem temporis. | Und ich sage euch, ihr Völker, die ihr hört, und ihr erkennt: Erwartet euren Hirten; die Ruhe der Ewigkeit wird er euch geben, denn nahe ist der, der am Ende der Zeit kommen wird. Seid bereit für den Lohn des Reiches, denn das fortwährende Licht wird euch leuchten durch die Ewigkeit der Zeit. |

## Lux aeternaals Titel von Kompositionen
Der US-amerikanische Komponist Morten Lauridsen vertonte unter dem Titel Lux Aeterna ein nichtliturgisches Requiem, das liturgische Texte mit Bezug auf die Lichtthematik beinhaltet.
Ein gleichnamiges Stück wurde für den Film Requiem for a Dream vom Filmkomponisten Clint Mansell geschrieben. Ein Remake des Stückes ist auch im Trailer zum Film Der Herr der Ringe: Die zwei Türme sowie in zahlreichen anderen Trailern zu hören.
Bekannt ist auch György Ligetis Lux Aeterna, eine Komposition für einen 16-stimmigen gemischten Chor a cappella aus dem Jahr 1966, das später als Musik zu Stanley Kubricks Film 2001: Odyssee im Weltraum verwendet wurde.
Das Lux Aeterna von Edward Elgar ist ein Chorarrangement der Nimrod-Variation aus Elgars Enigma-Variationen, das von dem britischen Komponisten John Cameron stammt.
Am 28. November 2022 veröffentlichte die amerikanische Metal-Band Metallica einen Song namens Lux Æterna mit dazugehörigem Musikvideo als Vorbote eines neuen Albums.